# Villanueva de los Infantes (kommun i Spanien, Kastilien och Leon, Provincia de Valladolid, lat 41,71, long -4,48)
Villanueva de los Infantes är en kommun i Spanien.   Den ligger i provinsen Provincia de Valladolid och regionen Kastilien och Leon, i den centrala delen av landet, 160 km norr om huvudstaden Madrid. Antalet invånare är 118.